# لوسینا لینز
لوسیا ماریا ورنر ویانا (به انگلیسی: Lúcia Maria Werner Viana) معروف به لوسینا لینز بازیگر و خواننده و ترانه‌سرا برزیلی است.
لوسینیا اولین بار در سال ۱۹۷۹ در سریال شبکه رده گلوبو Plantão de Polícia، پیشگام در موضوعاتی مانند همجنس‌گرایی و قاچاق مواد مخدر در تلویزیون برزیل توسط عموم شناخته شد. دو سال بعد، او به عنوان یک خواننده شناخته شد، پس از آن که او برنده جشنواره موسیقی شل با اجرای "Purpurina" از Jeronimo Jardim شد.
لوسینا از سال ۱۹۷۱ تا ۱۹۸۲ با خواننده و ترانه‌سرای MPB ایوان لینز ازدواج کرد آنها دو فرزند داشتند که یکی از آنها به نام کلودیو نیز بازیگر و خواننده است. از اوایل دهه ۱۹۸۰، لوسینیا با بازیگر همکار خود، کلودیو تووار، پدر تنها دخترش بئاتریز، همخانگی قانونی را شروع کرد. در ۳۰ سپتامبر ۲۰۰۸، او مادربزرگ شد.

## نقش‌های تلویزیونی
- ۲۰۱۷: آخرالزمان در نقش لیا
- 2017: O Rico e Lázaro در نقش Zelfa
- ۲۰۱۴: ویتوریا در نقش زولمیرا نوگویرا (زوزو)
- ۲۰۱۱: ویداس ام جوگو در نقش آلزیرا دوارته مونتیرو (زیزی)
- 2008: Chamas da Vida در نقش Vilma Oliveira Santos
- ۲۰۰۶: ویداس اوپوستاس در نقش Ísis Campobello
- ۲۰۰۴: اسمرالدا در نقش برانکا
- 2003: Chocolate com Pimenta در نقش الویرا رودریگز آلبوکرکی
- 2001: Estrela-Guia در نقش Lucrécia Espíndola
- 1999: Tiro e Queda در نقش ایزابل
- ۱۹۹۸: کورپو دورادو در نقش هیلدا
- 1997: Malhação در نقش باربارا
- 1996: Perdidos de Amor در نقش لالی
- 1995: Sangue do Meu Sangue در نقش هلنا رزنده
- ۱۹۹۴: به عنوان Pupilas do Senhor Reitor در نقش Magali do Porto
- ۱۹۹۴: یک ویاژم به عنوان استلا
- 1993: Fera Ferida در نقش Laurinda Mota da Costa
- 1992: Despedida de Solteiro در نقش مارتا
- 1991: O Dono do Mundo در نقش واندا
- ۱۹۸۹: ای سالوادور دا پاتریا در نقش آنجلا
- ۱۹۸۵: روکه سانتیرو در نقش موسینیا
- 1984: Rabo-de-Saia در نقش Santinha
- ۱۹۹۱: موندو دا لوا در نقش روبرتا
- 1981: Sítio do Picapau Amarelo در نقش راپونزل
- 1979: Plantão de Polícia در نقش Gisela